# Saint-Martin (België)
Saint-Martin is een plaats en deelgemeente van de Belgische gemeente Jemeppe-sur-Sambre.
Saint-Martin ligt in de provincie Namen en was tot 1 januari 1977 een zelfstandige gemeente.
De middeleeuwse Donjon de Villeret is een monument.

## Demografische ontwikkeling
- Bronnen:NIS, Opm:1831 tot en met 1970=volkstellingen, 1976= inwoneraantal op 31 december